# گلنوود (نیومکزیکو)
گلنوود (به انگلیسی: Glenwood) یک منطقهٔ مسکونی در ایالات متحده آمریکا است که در شهرستان کترون، نیومکزیکو واقع شده‌است. گلنوود ۴٫۰۰ کیلومتر مربع مساحت و ۱۴۳ نفر جمعیت دارد و ۱٬۴۵۰٫۸۷ متر بالاتر از سطح دریا واقع شده‌است.